# Graphium macleayanum
Graphium macleayanum is een vlinder uit de familie van de pages (Papilionidae). De wetenschappelijke naam van de soort is voor het eerst gepubliceerd in 1814 door William Elford Leach.